# Gabriela Porębina
Gabriela Porębina, również Olak-Porębina (ur. 8 lutego 1927, zm. 23 czerwca 1996 w Sosnowcu), żona Stanisława Poręby – polska filolog, rusycystka, historyk literatury rosyjskiej XX wieku, organizator życia naukowego. Profesor zwyczajny Uniwersytetu Śląskiego.

## Biografia naukowa
Absolwentka Katedry Historii Literatury Rosyjskiej Uniwersytetu Jagiellońskiego (1951). Uczennica Kazimierza Wyki. Pracę na UJ rozpoczęła już w roku 1949. Doktorat (praca kandydacka na temat Powieści Wandy Wasilewskiej, ros. Романы Ванды Василевской) obroniła w Państwowym Instytucie Pedagogicznym im. Aleksandra Hercena w Leningradzie w roku 1955. 

Najwyraźniej ani materiał, ani też sposób jego ujęcia nie satysfakcjonowały Autorki, nigdy bowiem nie opublikowała żadnego fragmentu tej pracy; osoba i twórczość Wasilewskiej nie były tematem żadnej publikacji Pani Profesor.

Była pierwszym docentem-rusycystą, wyhabilitowanym w macierzystym Uniwersytecie Jagiellońskim (1964, stopień naukowy otrzymała w roku 1965) (na podstawie dysertacji Aleksander Woronski. Poglądy estetyczne i krytycznoliterackie. 1921–1928). Była jednym z twórców rusycystyki na Uniwersytecie Gdańskim, dokąd przeniosła się w roku 1969, i na Uniwersytecie Śląskim, z którym związała się na stałe w roku 1974; w latach 1973–1975 wykładała też na Uniwersytecie w Poznaniu. Na UŚ kierowała Zakładem Filologii Rosyjskiej, a od 1975 roku – nowo powstałym Instytutem Filologii Rosyjskiej (do 1984) i działającym w jego ramach Zakładem Historii Literatury Rosyjskiej, była inicjatorem powołania i redaktorem 15. pierwszych tomów uznanej w środowisku historyków literatury rosyjskiej serii wydawniczej „Rusycystyczne Studia Literaturoznawcze”. We współautorstwie z mężem Stanisławem napisała pierwszy polski podręcznik akademicki do historii literatury rosyjskiej całego okresu sowieckiego.

## Upamiętnienie
- Czas wielkiej przemiany. Studia o literaturze rosyjskiej XX wieku. Piotr Fast (red.), Anna Skotnicka-Maj (red.). Katowice: „Śląsk”, 1995 [dedykacja: „Pani Profesor Gabrieli Porębinie – uczniowie i współpracownicy”]. Brak numerów stron w książce
- Piotr Fast: Profesor Gabriela Porębina – przewodnik czy współwędrowiec?. W: Idee i poetyki. Ze studiów nad literaturą rosyjską. Tom upamiętniający 25-lecie istnienia Zakładu Historii Literatury Rosyjskiej. Barbara Stempczyńska (red.). Katowice: Wydawnictwo Uniwersytetu Śląskiego, 2002, s. 11–17.

## Ocena
Bez Jej studiów nasza dzisiejsza wiedza rusycystyczna byłaby znacznie uboższa. Mimo że Jej przywiązanie do zagadnień kultury oficjalnej budziło sprzeciw wielu Kolegów, [...] Jej prace nigdy nie były poświęcone mało znaczącym czy drugorzędnym sprawom literatury. I jeśli przy wyborze obiektu analizy niejednokrotnie powodowała się sympatiami ideologicznymi, to nigdy nie określały one Jej postawy poznawczej, nie zaciemniały obrazu prawdy, nie zwodziły na manowce politycznej apologetyki.

## Publikacje
Spis publikacji za lata 1960–1994 zamieszczony jest w książce Czas wielkiej przemiany. Studia o literaturze rosyjskiej XX wieku. Piotr Fast (red.), Anna Skotnicka-Maj (red.). Katowice: „Śląsk”, 1995, s. 153–158.

### Książki
- Aleksander Woronski. Poglądy estetyczne i krytycznoliterackie (1921–1928) (1964).
- Rosyjska powieść radziecka lat 1917–1932 (1966).
- Rosyjska powieść radziecka lat 1932–1941, cz. 1–2 (1970).
- Twórczość Dymitra Furmanowa w literaturoznawstwie radzieckim. Z zagadnień rozwoju metodologii badań historycznoliterackich (1978).
- Od proletkultu do realizmu socjalistycznego. Węzłowe problemy literatury radzieckiej okresu międzywojennego (1989).
- Historia literatury rosyjskiej 1917–1991 (współautor: Stanisław Poręba, 1994; 1996).

### Redakcja książek
- Antologia poezji rosyjskiej, cz. 1: Od Kantemira do Rylejewa (1972), cz. 2: Od Odojewskiego do Chlebnikowa (1974).
- „Rusycystyczne Studia Literaturoznawcze” [RSL], t. 1–2 (1977).
- Antologia rosyjskiej poezji radzieckiej lat 1917–1941 (1978).
- Radziecka metodologia badań filologicznych po roku 1945, t. 1: Literaturoznawstwo (1978).
- Z zagadnień rozwoju poetyki prozy rosyjskiej [RSL, t. 3] (1979).
- Literatura radziecka wobec idei rewolucyjnych (1979).
- Antologia rosyjskiej poezji radzieckiej lat 1941–1977 (1979).
- Organizacja świata przedstawionego w dziele literackim [RSL, t. 4] (1980).
- Idea pracy w literaturze rosyjskiej (1980).
- Zagadnienia gatunków literackich [RSL, t. 5] (1981).
- Fabuła w dziele literackim [RSL, t. 6] (1982).
- Biografia literacka [RSL, t. 7] (1983).
- Rosyjska poezja radziecka. Antologia (1986).
- Retoryka, perswazja, ideologia [RSL, t. 8] (1986).
- Problematyka realizmu w rosyjskiej literaturze radzieckiej [RSL, t. 9] (1986).
- Małe formy literackie [RSL, t. 10] (1987).
- Poetyka i ideologia w literaturze rosyjskiej [RSL, t. 11] (1987).
- Współczesna literatura radziecka z perspektywy trzydziestolecia (1956–1986) [RSL, t. 12] (1988).
- Wartości i wartościowanie w literaturze [RSL, t. 13] (1989).
- Przełomowe okresy literackie [RSL, t. 14] (1990).
- Literatura a „pieriestrojka” [RSL, t. 15] (1991).